# Colledimacine
Colledimacine község (comune) Olaszország Abruzzo régiójában, Chieti megyében.

## Fekvése
A megye délnyugati részén fekszik. Határai: Lama dei Peligni, Lettopalena, Montenerodomo, Taranta Peligna és Torricella Peligna.

## Története
Első írásos említése Colle Mantinarum néven 1269-ből származik. A következő századokban nemesi birtok volt. Önállóságát a 19. század elején nyerte el, amikor a Nápolyi Királyságban felszámolták a feudalizmust.

## Népessége
A népesség számának alakulása:

## Főbb látnivalói
- Palazzo Barbolani
- San Nicola Di Bari-templom